# Rio Quente Resorts Tennis Classic
O Rio Quente Resorts Tennis Classic é um torneio tênis, que fez parte da série ATP Challenger Tour, realizado em 2012 e 2013, em piso de saibro, em Rio Quente, Goiás, Brasil.

## Edições

### Simples
| Ano  | Campeões         | Finalistas      | Placar        | Ref.  |
| ---- | ---------------- | --------------- | ------------- | ----- |
| 2013 | Rajeev Ram       | André Ghem      | 4–6, 6–4, 6–3 | [ 1 ] |
| 2012 | Guilherme Clezar | Paul Capdeville | 7–6(7–4), 6–3 | [ 2 ] |

### Duplas
| Ano  | Campeões                           | Finalistas                      | Placar   | Ref.  |
| ---- | ---------------------------------- | ------------------------------- | -------- | ----- |
| 2013 | Fabiano de Paula Marcelo Demoliner | Ricardo Hocevar Leonardo Kirche | 6–3, 6–4 | [ 1 ] |
| 2012 | Guido Andreozzi Marcel Felder      | Thiago Alves Augusto Laranja    | 6–3, 6–3 | [ 2 ] |

## Ligações Externas
- Site Oficial